# Het mysterieuze kerkhof
Het mysterieuze kerkhof is een kort verhaal geschreven door de Ierse schrijver Darren Shan, onder meer bekend van de gelijknamige kinderboekenserie en de Demonata-saga, waarvan alle tien geplande delen ondertussen in het Nederlands zijn verschenen. Het boek verscheen voor het eerst in 2006, in Londen, en is naar het Nederlands vertaald door Marce Noordenbos. De oorspronkelijke titel is Koyasan.

## Plot
Het mysterieuze kerkhof speelt zich af in een onbekend verleden. Het hoofdpersonage, Koyasan, heeft een geheim en wordt door de geesten van het naburige kerkhof achtervolgd omdat ze haar zusje wil redden. Een van de dorpsoudste, een wijze, weet hoe ze haar lot kan ontlopen..